# Pfaffenbrief
La Pfaffenbrief és un contracte amb data del 7 d'octubre de 1370 entre sis estats de l'Antiga Confederació Suïssa: Zúric, Lucerna, Zug i Unterwalden (falten Berna i Glaris).
En el Pfaffenbrief per primera vegada es van referir a si mateixos com una unitat territorial (unser Eydgnosschaft). Van assumir l'autoritat sobre els clergues (Pfaffen) sotmetent-los a la seua legislació. A més, la Pfaffenbrief va prohibir els feus per a garantir la pau en la carretera de Zuric al Pas de Sant Gotard.
La causa immediata del contracte va ser un atac dels prebosts a la catedral de Zuric (Grossmünster). Bruno Brun va ser mantingut sota captura a Gundoldingen i va refusar reconèixer la jurisdicció d'una cort secular, però va ser expulsat de Zuric i el presoner alliberat. La Pfaffenbrief va ser redactada perquè la Confederació estava preocupada pel fet que Brun, als serveis dels Habsburg, poguera apel·lar a una cort del Sacre Imperi Romanogermànic o a una cort eclesiàstica, així com per a evitar disputes similars en el futur.